# سووخوزنی (استان بلگورود)
سووخوزنی (انگلیسی: Sovkhozny, Belgorod Oblast) یک شهرک در بخش گرایفسکی استان بلگورود کشور روسیه است.